# Danilo II de Serbia
Danilo II (en serbio: Данило II) fue el arzobispo de los serbios de 1324 a 1337, bajo el gobierno de los reyes Esteban Dečanski y Esteban Dušan. Como monje serbio, también fue cronista, activo en la corte y en la política eclesiástica, ocupando el cargo durante el cenit de la era de la Casa de Nemanjić; escribió muchas biografías que se consideran parte de la literatura serbia medieval más notable. Fue proclamado san Danilo II (en serbio: Свети Данило II) de la Iglesia ortodoxa serbia, y se celebra el mismo día que san Ignacio de Antioquía el 2 de enero (O.S. 20 de diciembre).

## Biografía

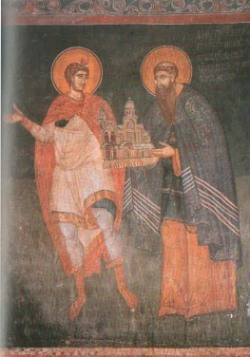
Danilo II con el profeta Daniel.

Nacido alrededor de 1270 en la župa de Pilot (actual Pult, en el norte de Albania), no se ha registrado su nombre de pila, solo que pertenecía a una familia noble serbia. Estaba dotado de un fino intelecto y una noble disposición; había recibido una excelente educación de manos de los hombres más eruditos de la Serbia medieval y de Bizancio. Después de su educación, se unió a la corte del rey serbio Esteban Milutin, que abandonó alrededor de 1300 para unirse al monasterio de Končul en el río Ibar. Después de su noviciado, fue a Peć a petición del arzobispo serbio Eustacio, donde fue hecho presbítero sacerdote. Después de eso, progresó rápidamente en la jerarquía eclesiástica de la Iglesia ortodoxa serbia: primero como abad de monasterio de HilandarHilandar, luego como obispo de Banjska, y finalmente como arzobispo desde 1324 hasta su muerte en 1337. Murió el 19 de diciembre de 1337 y fue enterrado en una de las iglesias que había construido en el monasterio de Peć.
Danilo escribió biografías de reyes y arzobispos medievales serbios, incluida la biografía de Helena, la esposa del rey Esteban Uroš I. Su obra monumental se menciona en la poesía del folclore serbio como knjige starostavne (los libros antiguos) y knjige carostavne (los libros reales). Como resultado de su trabajo, se han conservado muchos detalles históricos sobre los gobernantes de la Serbia medieval y los miembros de la Casa de Nemanjić.